# جو ووكر (مونتير)
جو ووكر (بالإنجليزية: Joe Walker)‏ (و. 1963  م) هو مونتير بريطاني، ولد في المملكة المتحدة.

## جوائز وترشيحات
حصل على جوائز منها:
- European Film Award for Best Editor [الإنجليزية]‏، عن عمل: عار في 2012.[2]
- جائزة الأوسكار لأفضل مونتاج، عن عمل: كثيب.[3]

ترشح لـ:
- جائزة الأوسكار لأفضل مونتاج، عن عمل: كثيب8 فبراير 2022.[3]
- جائزة الأوسكار لأفضل مونتاج، عن عمل: الوافد24 يناير 2017.
- جائزة الأوسكار لأفضل مونتاج، عن عمل: 12 سنة من العبودية16 يناير 2014.
- European Film Award for Best Editor [الإنجليزية]‏، عن عمل: عار2012.[4]

## وصلات خارجية
- جو ووكر على موقع IMDb (الإنجليزية)
- جو ووكر على موقع قاعدة بيانات الأفلام العربية
- جو ووكر على موقع ألو سيني (الفرنسية)
- جو ووكر على موقع أول موفي (الإنجليزية)
- جو ووكر على موقع قاعدة بيانات الأفلام السويدية (السويدية)
- جو ووكر على موقع قاعدة بيانات الفيلم (الإنجليزية)
- جو ووكر على موقع كينوبويسك (الروسية)